# Ahuillé
Ahuillé ist eine französische Gemeinde mit 1.864 Einwohnern (Stand: 1. Januar 2022) im Département Mayenne in der Region Pays de la Loire; sie gehört zum Arrondissement Laval und zum Kanton L’Huisserie. Die Einwohner werden Ahuilléens und Ahuilléennes genannt.

## Geographie
Ahuillé liegt etwa acht Kilometer südöstlich von Laval am Flüsschen Paillardière, das zum Vicoin entwässert. Umgeben wird Ahuillé von den Nachbargemeinden Loiron-Ruillé im Norden und Nordwesten, Saint-Berthevin im Norden und Nordosten, Montigné-le-Brillant im Osten, Astillé und Courbeveille im Süden sowie Montjean im Westen und Südwesten.

## Geschichte
Ahuillé wurde erstmals im Jahr 616 als „Hiliacus“ im Testament des heiligen Bertrand († 623), Bischof von Le Mans, genannt.

## Bevölkerungsentwicklung
| Jahr                       | 1962 | 1968 | 1975 | 1982 | 1990 | 1999 | 2006 | 2013 | 2019 |
| Einwohner                  | 902  | 841  | 885  | 1454 | 1399 | 1379 | 1174 | 1292 | 1831 |
| Quellen: Cassini und INSEE |      |      |      |      |      |      |      |      |      |

## Sehenswürdigkeiten
- Menhir La Pierre-du-Fau
- Kirche Notre-Dame-de-l’Assomption aus dem 19. Jahrhundert

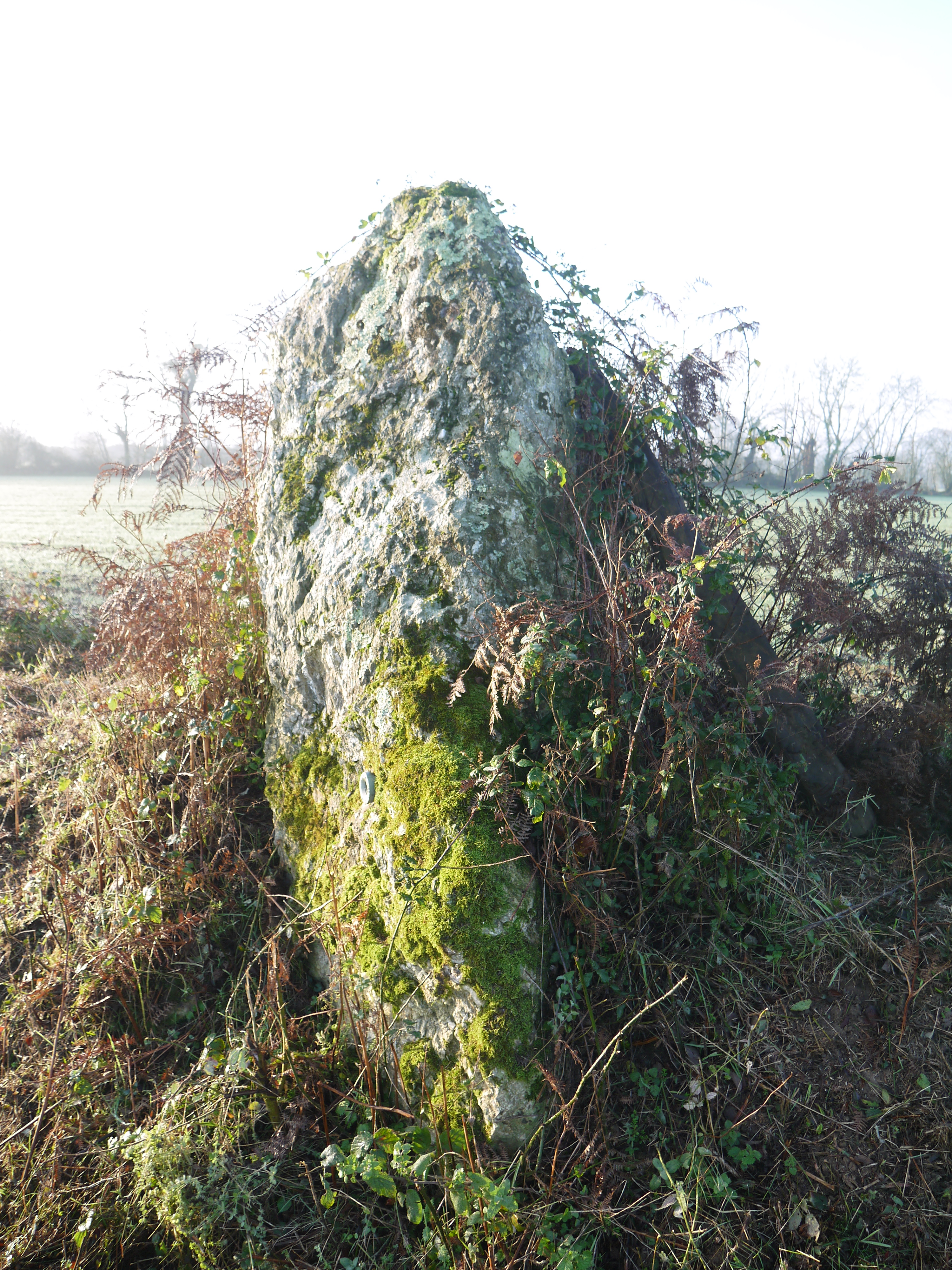
Menhir La Pierre-du-Fau
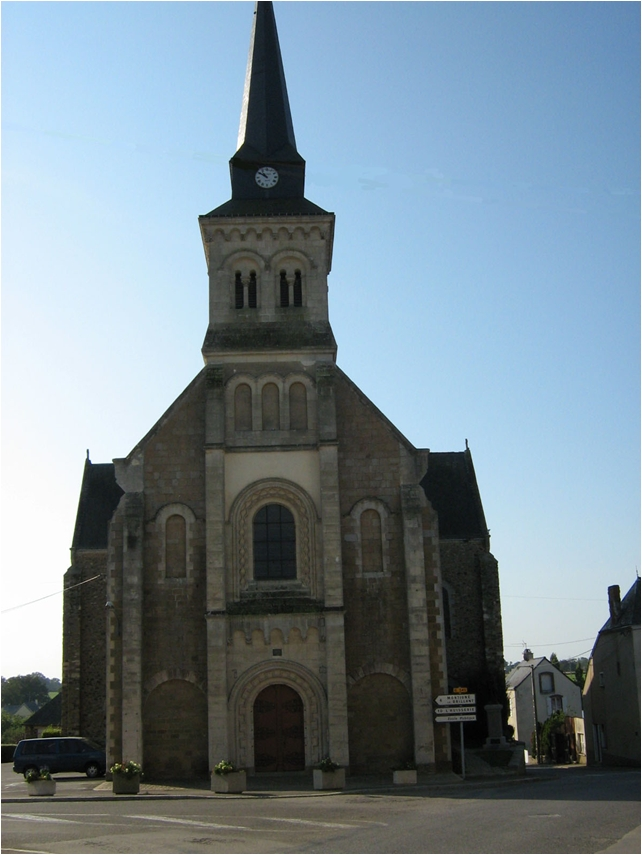
Kirche Notre-Dame-de-l’Assomption

## Gemeindepartnerschaft
Mit der deutschen Gemeinde Gundremmingen in Schwaben (Bayern) besteht seit 1983 eine Partnerschaft.

## Persönlichkeiten
- Édouard Sorin (1814–1893), geboren in Ahuillé. Er war Priester und Gründer der University of Notre Dame im US-Bundesstaat Indiana im Jahre 1842.